# Alistair Irwin
Sir Alistair Stuart Hastings Irwin, KCB, CBE (* 27. August 1948 in Dundee, Schottland) ist ein ehemaliger britischer Offizier der British Army, der zuletzt als Generalleutnant zwischen 2003 und 2005 Generaladjutant des Heeres (Adjutant-General to the Forces) war.

## Leben
Alistair Stuart Hastings Irwin absolvierte nach dem Besuch der Lambrook Preparatory School und dem 1859 gegründeten Wellington College ein Studium im Fach Politische Ökonomie an der University of St Andrews. Nach deren Abschluss wurde er am 10. August 1970 als Leutnant (Second Lieutenant) auf Zeit in das 1. Bataillon der Black Watch (Royal Highland Regiment) übernommen und dort am 16. Februar 1971 Berufssoldat, wobei der Dienstbeginn rückwirkend auf den 25. Juli 1969 festgesetzt wurde. Kurz zuvor wurde er am 25. Januar 1971 zum Oberleutnant (Lieutenant) befördert und fand in den folgenden Jahren zahlreiche Verwendungen als Offizier und Stabsoffizier. Er wurde am 25. Juli 1975 zum Hauptmann (Captain) sowie am 30. September 1980 zum Major befördert. Nachdem er zwischen 1981 und 1982 als Generalstabsoffizier (General Staff Officer II) Referent für Bewaffnung im Verteidigungsministerium (Minstry of Defence) war, fungierte er zwischen 1983 und 1984 als stellvertretender Kommandeur des 1. Bataillons der Black Watch.
Nach seiner Beförderung zum Oberstleutnant (Lieutenant Colonel) am 30. Juni 1985 kehrte er in das Verteidigungsministerium zurück, wo er als Generalstabsoffizier im Referat für Kommandokontroll- und Kommunikationssysteme des Heeres (Directorate of Command Control and Communications Systems (Army)) tätig war. Im September 1985 übernahm er den Posten als Kommandeur des 1. Bataillons der Black Watch und verblieb auf diesem Posten bis April 1988. In Anerkennung seiner Verdienste in der Operation Banner, dem langjährigen Einsatz im Nordirlandkonflikt, wurde er am 14. April 1987 im Kriegsbericht erwähnt (Mentioned in dispatches) und erhielt darüber hinaus am 12. Juni 1987 im Rahmen der sogenannten „Birthday Honours“ das Offizierskreuz des Order of the British Empire (OBE).
Nach darauf folgenden weiteren Verwendungen als Oberst (Colonel) war Alistair Irwin als Brigadier zwischen April 1992 und April 1994 Kommandeur der in Nordirland eingesetzten 39. Infanteriebrigade (Commanding, 39th Infantry Brigade) und danach von April 1994 bis 1995 im Verteidigungsministerium Assistierender Chef des Generalstabes des Heeres für Landkriegsführung (Assistant Chief of Staff (Warfare)). Für seine Verdienste im Nordirlandkonflikt im Zeitraum vom 31. Oktober 1993 bis zum 31. März 1994 wurde er am 22. November 1994 zum Commander des Order of the British Empire (CBE) ernannt. Als Generalmajor (Major-General) fungierte er als Nachfolger von Generalmajor David Jenkins zwischen Dezember 1996 und seiner Ablösung durch Generalmajor John Sutherell im März 1999 als Kommandant des Royal Military College of Science (RMCS) in Shrivenham, eine Postgraduiertenschule, Forschungs- und Ausbildungseinrichtung der British Army. Im Anschluss löste er im April 1999 Generalmajor David Burden als Military Secretary. Als solcher war er bis zu seiner Ablösung durch Generalmajor Peter Grant Peterkin im Dezember 2000 für die Grundsatzpolitik des Personalmanagements der British Army zuständig.
Im Dezember 2000 kehrte Irwin erneut nach Nordirland zurück, wo er im Range eines Generalleutnants (Lieutenant-General) Nachfolger von Generalleutnant Sir Hew Pike als Kommandierender General des Militärbezirks Nordirland (General Officer Commanding, Northern Ireland District, Headquarters Northern Ireland) wurde. Er verblieb auf diesem Posten bis Januar 2003, woraufhin Generalleutnant Sir Philip Trousdell ihn ablöste. Während dieser Zeit wurde er bei den „Birthday Honours“ am 15. Juni 2002 zum Knight Commander des Order of the Bath (KCB), so dass er fortan den Namenszusatz „Sir“ führt. Zuletzt wurde er im Januar 2003 Nachfolger von Generalleutnant Sir Timothy Granville-Chapman als Generaladjutant des Heeres (Adjutant-General to the Forces) und war als solcher bis zu seiner anschließenden Ablösung durch Generalleutnant Sir Freddie Viggers im April 2005 im Verteidigungsministerium zuständig für die Entwicklung der Personalpolitik und Unterstützung der Armee. Während dieser Zeit war er ein Verfechter der Heeresreform, die unter anderem die 2006 erfolgte Gründung des Royal Regiment of Scotland (SCOTS) aus Regimentern der Schottland-Division (Scottish Division).
Nachdem Sir Alistair Stuart Hastings Irwin im April 2005 aus dem aktiven Militärdienst ausgeschieden und in den Ruhestand getreten war, engagierte sich als Präsident für Schottland der Kriegsveteranenorganisation Royal British Legion. Darüber hinaus war er zwischen 2008 und 2015 Direktor des Verlages Balhousie Publications Ltd.